# Niels Zonneveld
Niels Zonneveld (Uitgeest, 22 juli 1998) is een Nederlandse dartsspeler die momenteel uitkomt voor de PDC.

## Carrière
Zonneveld plaatste zich voor het UK Open 2020 als de nummer 84 op de PDC Order of Merit. Hij werd bij de laatste 64 uitgeschakeld door Rob Cross (7-10), na overwinningen op Andy Hamilton en Mickey Mansell. Tijdens zijn debuut op de Players Championship Finals in 2020 won hij in de eerste ronde van James Wade (6-3).
In 2021 haalde Zonneveld de kwartfinale bij de World Series Finals in Amsterdam. Hij versloeg achtereenvolgens Dave Chisnall en Gary Anderson, maar verloor in de kwartfinale van Krzysztof Ratajski.
Op het Czech Darts Open 2024 bereikte hij zijn eerste kwartfinale en halve finale op een European Tour-toernooi.

## Resultaten op Wereldkampioenschappen

### PDC
- 2021: Laatste 96 (verloren van William O'Connor met 0-3)
- 2023: Laatste 96 (verloren van Lewis Williams met 0-3)
- 2024: Laatste 64 (verloren van Ross Smith met 1-3)
- 2025: Laatste 96 (verloren van Robert Owen met 1-3)

### PDC World Youth Championship
- 2018: Groepsfase (gewonnen van Fred Box met 5-2, verloren van Harry Ward met 1-5)
- 2019: Laatste 16 (verloren van Luke Humphries met 3-6)
- 2020: Halve finale (verloren van Bradley Brooks met 1-6)
- 2021: Laatste 16 (verloren van Ted Evetts met 0-5)
- 2022: Laatste 32 (verloren van Man Lok Leung met 1-6)